# مقدر شده با تو
مقدر شده با تو (انگلیسی: Destined With You; کره‌ای: 이 연애는 불가항력) یک مجموعهٔ تلویزیونی کره جنوبی سال ۲۰۲۳ با بازی جو بو-آه، رو وون، ها جون و یورا است. این مجموعه از ۲۳ اوت ۲۰۲۳، روزهای چهارشنبه و پنجشنبه ساعت ۲۲:۳۰ (کی‌اس‌تی) از جی‌تی‌بی‌سی پخش شد. مقدر شده با تو همچنین برای استریم در نتفلیکس در مناطق منتخب قابل دسترسی است.

## خلاصه داستان
داستان عشقی مقاومت ناپذیر بین لی هونگ جو(جو بو-آه) و جانگ شین یو(رو وون) را روایت می کند. یک کتاب طلسم مهر و موم شده مربوط به ۳۰۰ سال پیش باعث نفرین جانگ شین یو شده است و صاحب واقعی آن کتاب، لی هونگ جو است. سرنوشت این دو فرد به یکدیگر گره خورده و‌...

## بازیگران
| نام      | کاراکتر       |
| -------- | ------------- |
| جو بو-آه | لی هونگ جو    |
| رو وون   | جانگ شین یو   |
| ها جون   | کوان جه کیونگ |
| یورا     | یون نا یون    |

| نام           | کاراکتر      | توضیح              |
| ------------- | ------------ | ------------------ |
| هیون بونگ سیک | گونگ سو گو   | رئیس هونگ جو       |
| لی بونگ ریون  | ما اون یونگ  | مدیر بخش           |
| پارک کیونگ-هه | سون سه بیول  | همکار هونگ جو      |
| می رام        | یو سو جونگ   | همکار هونگ جو      |
| سونگ یونگ کیو | یون هاک یونگ | شهردار اونجو       |
| لی پیل-مو     | جانگ سه هون  | پدر شین یو         |
| جونگ هه یونگ  | سونگ یون جو  | مادر شین یو        |
| کیم هه اوک    | اون وول      | شمن                |
| لی ته ری      | کیم ووک      | بهترین دوست شین یو |
| آن سانگ وو    | نا جونگ بوم  | باغبان             |